# Ледобур (альпинизм)

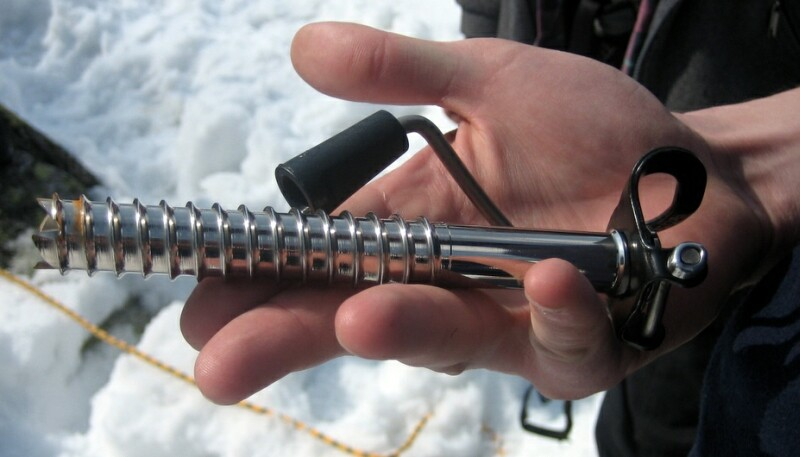
Ледобур

Ледобу́р  — ледовый крюк универсального применения для использования на снежно-ледовом рельефе, в частности организации страховки в альпинизме и его производных видах спорта (ледолазании и др.). Конструктивно различаются материалом изготовления, длиной (для использования на различных формах льда), способами вкручивания.

## Устройство ледобура
Представляет собой полый металлический стержень с наружной резьбой и закреплённой на его конце серьгой. На конце металлического стержня, которым он вкручивается (входит) в лёд, имеет заточенные зубья, позволяющие вкручивать ледобур в лёд рукой с небольшим усилием. Ледобур вкручивают в ледовый склон под прямым углом на всю глубину стержня. 
После того, как ледобур вкручен в лёд до конца, сверху оставляют только проушину, в которую вщёлкивают карабин, который используют в качестве точки закрепления страховочной верёвки (перил). Длина ледобура, в зависимости от предназначения, составляет 10-23 см.

## Применение
Ледобуры начали применять в альпинизме в 1960-х годах. Ледобуры пришли на смену, применявшимся ранее, ледовым крючьям, так называемым «морковкам», которые представляли собой заострённые металлические стержни с закреплённой на конце проушиной, которые просто вбивали в лёд молотком или айсбайлем. Надёжность крепления была, по сравнению с ледобуром, значительно ниже. Вес «морковки» превышал вес ледобура в несколько раз.
Хорошо закрученный ледобур выдерживает силу нагрузки равную приблизительно 10 килоньютонам. Испытания, проведённые немецким альпклубом совместно с производителями ледобуров показали, что большие ледобуры (20 см) выдерживают нагрузку до 40 килоньютонов.
Благодаря своей лёгкости и удобству применения ледобуры стали применять не только в альпинизме, но и в других сферах деятельности, например, для закрепления палатки на льду при подлёдном лове рыбы.